# 저스틴 버필드
저스틴 버필드(Justin Berfield, 1986년 2월 25일 ~ )는 미국의 배우이다.

## 출연 작품
- 인비저블 사인 (2010)
- 블론드 앰비션 (2007)
- 로맨스와 담배 (2005)
- 너의 아버지가 누구냐? (2003)
- 맥스 키블의 대반란 (2001)
- 말콤네 좀 말려줘 (2000)
- 엄마는 투명 인간 2 (1999)